# Harald Conradsen
Harald Conradsen (født 17. november 1817 i København, død 10. marts 1905 sammesteds) var en dansk medaljør. Han var søn af Johannes Conradsen.
Conradsen begyndte i sit 15. år at besøge Det Kongelige Danske Kunstakademi og kom året efter til billedhugger H.E. Freund. Faderens forbillede og Freunds påvirkning styrkede hans lyst til medaljørkunsten, mens han dog, uden tvivl til gavn for sin senere virksomhed, gennemgik Kunstakademiet som billedhugger. Efter at have vundet de to sølvmedaljer vandt han 1843 den mindre guldmedalje for Boas og Ruth og 1845 den store for Hektors Afsked med Andromache. Samtidig havde den talentfulde og flittige unge kunstner formået at gøre sig til herre over medaljørkunstens vanskelige teknik og udførte allerede i 1837 medaljen Pro Meritis, som Freund foreviste i Akademiet, hvor den fandt meget bifald. Året efter vandt han Neuhausens Præmie for modellen til en specie og kom, rimeligvis som følge deraf, til at skære stemplerne til Christian 8.s nye specie med kongens portræt og det fuldstændige rigsvåben med hermelinskåbe og vildmænd. Da faderen trak sig tilbage, blev han ansat som medhjælper ved Københavns Mønt, hvor F.C. Krohn var blevet medaljør, og forblev i denne stilling indtil 1873, da han ved Krohns tilbagetræden blev medaljør og som sådan udførte stemplerne til alle de nye kronemønter.
Under denne embedsvirksomhed var han dog fra 1846 med Kunstakademiets store stipendium på udenlandsrejse i fire år, under hvilken han blandt andet i Rom udførte medaljerne til Bertel Thorvaldsens og Adam Oehlenschlägers minde. Denne sidste blev tillige hans receptionsarbejde, hvorpå han 10. marts 1851 blev medlem af Akademiet. I det med medaljørkunsten beslægtede fag, udskæring i ædelsten eller i konkylier, udførte han samtidig en række fortjenstfulde arbejder, ligesom han også som billedhugger har arbejdet meget flittigt, uagtet han tit beskedent ikke gjorde sit navn gældende, f.eks. ved de talrige modeller efter Thorvaldsen til Den Kongelige Porcelænsfabrik, ved sin deltagelse i sin ven og kunstfælle Jens Adolf Jerichaus arbejder, ved dekorative arbejder m.m. Hans hovedværker som billedhugger er Pigen ved brønden, statuette i malm på Statens Museum for Kunst, og Evangelisten Markus til Christiansborg Slotskirke. Af hans senere medaljer må nævnes Jonas Collins (1860) og C.W. Eckersbergs (1888). Det var også ham, der udarbejdede pladen til den doktorring, som Københavns Universitet begyndte at bruge i 1866 og som i dag bruges ved alle landets universiteter.
Conradsen blev 17. november 1850 gift med Regina Louise Ørgaard og blev 1873 æresmedlem af Det kejserlige kunstakademi i Sankt Petersborg. Han blev Ridder af Dannebrog 1860, Dannebrogsmand 1890 og Kommandør af 2. grad 1901. Der findes malerier af Elisabeth Jerichau Baumann 1850 og af Herman Siegumfeldt på Charlottenborg samt en buste af Edvard Harald Bentzen 1898 (Frederiksborgmuseet). Han er begravet på Assistens Kirkegård.